# Xmakova Balka
Xmakova Balka (en rus: Шмакова Балка) és un poble de l'óblast de Saràtov, a Rússia, segons el cens del 2010 no tenia cap habitant. Pertany al districte municipal de Líssie Gori.